# Empeaux
Empeaux es una localidad y comuna de Francia, en la región de Mediodía-Pirineos, departamento de Alto Garona, en el distrito de Muret y cantón de Saint-Lys.
Su población en el censo de 1999 era de 163 habitantes.
Está integrada en la Communauté de communes Coteaux du Saves et de l'Aussonnelle.

## Demografía
| 98 | 118 | 131 | 124 | 142 | 163 |
| Para los censos de 1962 a 1999 la población legal corresponde a la población sin duplicidades (Fuente: INSEE [Consultar]) |     |     |     |     |     |